# Ayrton: O Herói Revelado
Ayrton: O Herói Revelado es una biografía sobre la vida y carrera profesional del piloto de automovilismo Ayrton Senna publicada en 2004 por el periodista Ernesto Rodrigues.

## Índice del libro

### Capítulos
| Capítulo                           | Título                        |
| ---------------------------------- | ----------------------------- |
| Introducción                       | Los enigmas de Imola          |
| I                                  | Palmas do Tremembé            |
| II                                 | Um Certo da Silva             |
| III                                | El espectáculo comienza       |
| IV                                 | El mágico Lotus negro         |
| V                                  | La alianza                    |
| VI                                 | Triunfo y dolor               |
| VII                                | El fin de la perfección       |
| VIII                               | Pérdidas, cambios y ganancias |
| IX                                 | Tiempo de gloria              |
| X                                  | El año de descontrol          |
| XI                                 | Lúcido, rápido y feliz        |
| XII                                | Gloria incierta               |
| XIII                               | La pérdida                    |
| XIV                                | El adiós                      |
| XV                                 | Después de mayo               |
| Entrevistas                        |                               |
| Carrera de Ayrton Senna en números |                               |

## Sinopsis
Una biografía realizada con el objetivo de descifrar a Ayrton Senna y el inolvidable impacto que tuvo en la vida de millones de personas. El libro revela episodios desconocidos de la vida personal y profesional del tres veces campeón mundial de Fórmula 1.
Estaba escrito en la difícil frontera entre Senna y Ayrton, es decir, la celebridad y el hombre, el deportista y la persona; La biografía busca desentrañar enigmas, dibujando un retrato más profundo de Ayrton Senna como hombre, hijo, novio y amigo: sus alegrías y frustraciones, sus virtudes y defectos, sus secretos y peculiaridades.
El trabajo es el resultado de un detallado trabajo de investigación y más de 200 entrevistas. El autor narra cada etapa de la exitosa carrera de Senna y trae revelaciones inéditas sobre los momentos de superación y dificultades enfrentadas durante su corta vida, intrigas, amistades, así como la soledad y los amores de su vida.

## Reseñas
La obra recibió críticas positivas tanto del público como de la crítica. En el sitio web Goodreads obtuvo una media de 4,4/5 sobre 53 valoraciones dadas por los usuarios. En el sitio web de Amazon, la media fue de 4,7/5 entre 31 opiniones de usuarios.

## Ventas
La obra vendió más de 45 mil ejemplares, y estuvo diez semanas en la lista de los libros más vendidos en Brasil. El libro también sirvió de base para el artículo de portada de la revista Veja en abril de 2004. La biografía inspiró al autor a crear una serie de 10 episodios para Canal Brasil transmitida entre septiembre y noviembre de 2015 llamada Ayrton - Retratos e Memórias, serie que terminó generando un documental del mismo nombre.